# Urpi Gibbons
Urpi María Gibbons Valdeavellano (Lima, 18 de julio de 1974) es una actriz, directora y docente peruana, que ha participado a lo largo de su carrera artística en el teatro, el cine y la televisión. 

## Biografía
Nació el 18 de julio de 1974 en Lima; bajo el nombre completo de Urpi María Gibbons Valdeavellano. A los 19 años, se muda a España para realizar sus estudios universitarios en la Universidad Autónoma de Barcelona, en la facultad de artes escénicas, siendo egresada en el grado de licenciatura.
Comenzó su carrera artística en 1998, participando en la telenovela La rica Vicky como Yolanda.[cita requerida] Anteriormente, fue parte de numerosas obras de teatro.[cita requerida]
Pero fue hasta el año 2002, cuando ganaría reconocimiento, al asumir el protagónico de la teleserie Sarita Colonia, interpretando a la santa popular homónima. Adicionalmente, participó en otras producciones de la televisión peruana, incluyéndose a los repartos de las telenovelas Qué buena raza (2002) como Elizabeth Ramírez, Eva del Edén (2004) en el papel de Rosalía, Comando Alfa (2012) en el rol de Rosa y Mi esperanza (2018) como Violeta de la Cruz.[cita requerida]
En el teatro, fue parte de la adaptación de Tío Vania del escritor Antón Chéjov en 2007, contando con la presencia de Marian Gubbins como directora. Al año siguiente, se suma a la obra teatral El mentiroso, bajo la dirección de Giovanni Ciccia.
En el año 2009, Gibbons fue protagonista de la película Illary del director Nilo Pereira, interpretando al personaje de Eva, la hermana de Ana, quién se metió a la política universitaria con su amigo Esteban. En ese año, participó en el reparto central de la ficción Pequeñas certezas. Fue parte de la telenovela Clave uno: médicos en alerta en el reparto recurrente en ese año.[cita requerida]
Continuó con su faceta actoral en el año 2013, incluyéndose al reparto de la obra teatral El saludador dentro del coprotagónico, bajo el rol de Marucha, la esposa del personaje del mismo nombre del proyecto. En ese año, participó en el reparto de la adaptación de Después de la lluvia y se incluye al elenco junto a los actores Denise Arregui, Leonardo Torres Vilar, Stefano Salvini, Jorge Armas, Magali Bolívar y Carolina Barrantes.
En el año 2015, fue protagonista del otro formato Aquello de Ernesto Barraza, compartiendo roles con la primera actriz Haydeé Cáceres, interpretando a Ivonne, una mujer exitosa y madre de familia. Seguidamente, asume de nuevo el protagónico de la obra teatral Casi Transilvania en ese año, bajo la dirección de Alberto Ísola, en el papel de Julia, una guionista quién escribió una obra teatral sobre un crimen.
En el año 2016, asume el rol protagónico de la ficción Creoenunsolodios, basado en el conflicto interno en los países del Medio Oriente. En el dicho proyecto, comparte el rol junto a Jely Reátegui y Karen Spano. Ya para esa época, inicia su participación en la adaptación de La casa de Bernarda Alba, bajo el personaje de Adela.
Volvió a trabajar en la televisión peruana, ingresando al reparto recurrente de la teleserie Al fondo hay sitio en 2015, interpretando a Consuelo Alegría, la exesposa de Koky Reyes y madre de Daniela Reyes.
En el año 2019, participó en el rol protagónico de la adaptación de Yerma de Federico García Lorca, interpretando al personaje del mismo nombre. Seguidamente, se une al reparto de la producción teatral Patrón leal, inspirado en la obra El rey Lear de William Shakespeare.
Al año siguiente, fue parte del elenco central de la obra virtual El corazón compartiendo escenas con Salvador del Solar y Joaquín Sabina.
Como directora de teatro, Gibbons debuta en la dirección con la obra teatral El alma buena de Szechuán en 2015 con la participación de los alumnos del Teatro de la Universidad Católica del Perú. Durante esa época, comienza a dedicarse a la rama de la enseñanza. En el año 2022, ha participando en la elaboración de la obra teatral La doctora en el Teatro La Plaza, teniendo como protagonista a la actriz y exmodelo Diana Quijano.
Gibbons participó en el elenco central de la película Seductores irresistibles de la dirección de Rodrigo Viaggio en 2022. En el año 2024, fue anunciada para ser parte del elenco principal del remake Pobre novio de Latina Televisión, bajo el personaje de Vilma Rossi.

## Filmografía

### Teatro
- Tío Vania (2007), reparto central.
- El mentiroso (2008), reparto central.
- El saludador (2013), Marucha (coprotagonista).
- Aquello (2015), Ivonne (protagonista).
- Casi Transilvania (2015), Julia (protagonista).
- El alma buena de Szechuán (2015), directora general.
- La casa de Bernarda Alba (2015-2016), Adela (reparto principal).
- Creoenunsolodios (2016), protagonista.
- Yerma (2019), Yerma (protagonista).
- El viaje de Javier Heraud (2019), reparto central.
- El corazón (2020), reparto principal.
- La doctora (2022), directora general.

### Televisión
- La rica Vicky (1998), Yolanda (reparto recurrente).
- Milagros (2000), reparto recurrente.
- Sarita Colonia (2002), Sarita Colonia (protagonista).
- Qué buena raza (2002-2023), Elizabeth Ramírez (reparto principal).
- Eva del Edén (2004), Rosalía de Chávez (reparto principal).
- Los diablos azules (2008), Vanessa (reparto principal).
- Clave uno: médicos en alerta (2009), reparto recurrente.
- Comando Alfa (2012), Rosa (reparto principal).
- Al fondo hay sitio (2015), Consuelo Alegría (reparto recurrente).
- Mi esperanza (2018), Violeta de la Cruz Cuéllar (antagonista reformada).
- El día de mi suerte (2019), Elvira (reparto central).
- En la piel de Alicia (2019), Inés Panizo (reparto principal).
- Pobre novio (2024-2025), Vilma Flores Rossi (reparto principal).

### Cine
- El bien esquivo (2001), Sor Ágreda (reparto central).
- Cuando el cielo es azul (2005), reparto principal.,
- Illary (2009), Eva (protagonista).
- Sombras (2013), Vanessa Arias (reparto central).